# Burr Steers
Burr Gore Steers (Washington, D.C., 8 de outubro de 1965) é um ator, roteirista e cineasta estadunidense. Seus filmes mais conhecidos são A Estranha Família de Igby (2002) e 17 Outra Vez (2009). Ele também é sobrinho do escritor Gore Vidal.

## Filmografia
| Ano  | Título                                   | Escritor | Diretor | Produtor | Ator | Nota(s)    |
| ---- | ---------------------------------------- | -------- | ------- | -------- | ---- | ---------- |
| 1989 | Intruder                                 |          |         |          | Sim  |            |
| 1989 | Billy the Kid                            |          |         |          | Sim  |            |
| 1990 | The New Adam-12                          |          |         |          | Sim  |            |
| 1990 | Room for Romance                         |          |         |          | Sim  |            |
| 1992 | Reservoir Dogs                           |          |         |          | Sim  | dublagem   |
| 1993 | Silk Stalkings                           |          |         |          | Sim  |            |
| 1993 | Naked in New York                        |          |         |          | Sim  |            |
| 1994 | Pulp Fiction                             |          |         |          | Sim  |            |
| 1998 | Fix                                      |          |         |          | Sim  |            |
| 1998 | The Last Days of Disco                   |          |         |          | Sim  |            |
| 2002 | Igby Goes Down                           | Sim      | Sim     |          |      |            |
| 2003 | How to Lose a Guy in 10 Days             | Sim      |         |          |      |            |
| 2005 | The L Word                               |          | Sim     |          |      | 1 episódio |
| 2005 | Weeds                                    |          | Sim     |          |      | 1 episódio |
| 2007 | Big Love                                 |          | Sim     |          |      | 1 episódio |
| 2009 | 17 Again                                 |          | Sim     |          |      |            |
| 2010 | Charlie St. Cloud                        |          | Sim     |          |      |            |
| 2012 | The New Normal                           |          | Sim     |          |      | 1 episódio |
| 2013 | Gore Vidal: The United States of Amnesia |          |         | Sim      |      |            |
| 2016 | Pride and Prejudice and Zombies          | Sim      | Sim     |          |      |            |